# Kevin Wormald
Kevin Enrique Wormald Cisterna (n. 11 de septiembre de 1996 en Alto Hospicio, Región de Tarapacá) es un deportista chileno especializado en halterofilia. Ha representado a Chile en diversas competencias internacionales, destacando por su participación en la categoría de hasta 85 kg.

## Carrera deportiva
Comenzó su carrera en el levantamiento de pesas en el año 2010, bajo la dirección del ex halterófilo Cristián Escalante. Posteriormente fue entrenado por Sammy Murillo, bajo cuya tutela ha conseguido sus principales logros.
En los Juegos Suramericanos de 2018, celebrados en Cochabamba, Bolivia, obtuvo la medalla de bronce en la división de 85 kg. Asimismo, ha obtenido dos medallas en el Campeonato Suramericano de Halterofilia, una de plata y una de bronce, en las ediciones de 2016 y 2018.

## Carrera
Comenzó a competir el año 2010, siendo el quinto mejor atleta a nivel nacional en la categoría menos 56 kg y bajo la tutela del destacado levantador Cristián Escalante. En mayo de 2017 disputó los Juegos Deportivos Nacionales de Chile realizados en la Región del Biobío con 92 kilos de peso y consiguió las tres medallas de oro de su categoría (arranque, envión y total) donde declaró:

“Estoy muy feliz por mi resultado. No esperaba estos logros, sobre todo porque mejoré mis marcas, se notó el trabajo y esfuerzo que realicé”
Kevin Wormald

A pesar de su triunfo, a mitad de año, un mal resultado en el mundial de Miami lo desmotivó y dejó de entrenar hasta el mes de enero del año siguiente, momento en el que comenzó su preparación para los Juegos Suramericanos de 2018 en Cochabamba, Bolivia, donde consiguió la medalla de bronce y compartió podio con el también chileno Arley Méndez.

## Palmarés internacional
| Juegos Suramericanos    | Juegos Suramericanos   | Juegos Suramericanos | Juegos Suramericanos |
| Año                     | Lugar                  | Medalla              | Categoría            |
| ----------------------- | ---------------------- | -------------------- | -------------------- |
| 2018                    | Cochabamba, Bolivia    | Medalla de bronce    | 85 kg                |
| Campeonato Suramericano |                        |                      |                      |
| Año                     | Lugar                  | Medalla              | Categoría            |
| 2016                    | Río de Janeiro, Brasil | Medalla de bronce    | 85 kg                |
| 2018                    | Cochabamba, Bolivia    | Medalla de plata     | 85 kg                |

Otros resultados
| Año  | Competición                     | Lugar                     | Medalla           | Categoría |
| ---- | ------------------------------- | ------------------------- | ----------------- | --------- |
| 2015 | Campeonato Suramericano Juvenil | Lima, Perú                | Medalla de oro    | 85 kg     |
| 2016 | Campeonato Panamericano Juvenil | San Salvador, El Salvador | Medalla de bronce | 77 kg     |

1. ↑  El Campeonato Suramericano de 2018 fue realizado en conjunto con los Juegos Suramericanos de 2018.